# Mobile Suit Gundam MS IGLOO
Mobile Suit Gundam MS IGLOO (機動戦士ガンダム MS IGLOO) is een CGI-OVA (Original Video Animation) serie uit de Gundam-franchise. Het verhaal van deze Original Video Animation speelt zich af tijdens de eenjarige oorlog uit de originele serie. De OVA telt drie afleveringen: twee onder de subtitel The Hidden One Year War, welke exclusief werden vertoond bij het Bandai Museum in Matsudo, en een onder de titel Apocalypse 0079, welke direct op dvd werd uitgebracht. De Original Video Animation werd geregisseerd door Takashi Imanishi.
In oktober 2008 kreeg de serie een vervolg getiteld Mobile Suit Gundam MS IGLOO 2: The Gravity Front.

## Overzicht

### Mobile Suit Gundam MS IGLOO
Deze Original Video Animation speelt zich af in het jaar UC 0079. Het verhaal draait om de crew van een voormalig vrachtschip genaamd de Jotunheim (vernoemd naar het land van de reuzen uit de Noorse mythologie). Dit schip is nu een experimenteel vrachtschip voor de Principality of Zeon om verschillende prototypes van nieuwe wapens uit te testen. De crew is ooggetuige van de wreedheden van de oorlog, en Zeons ondergang. Opmerkelijk aan de Original Video AnimationA is dat de hoofdpersoon, monteur-luitenant Oliver May, geen Gundampiloot is maar een technisch officier die enkel onderhoud verricht aan de Gundams en andere mecha.
De Original Video Animation toont enkele gebeurtenissen van in het begin van de oorlog, welke nog niet eerder zijn vertoond in een Gundamserie.
Hoewel dit de eerste Universal Century-Gundamserie is sinds Mobile Suit Gundam: The 08th MS Team uit 1999, was de serie maar een klein project vergeleken met andere Gundamseries zoals Mobile Suit Gundam SEED Destiny. The Hidden One Year War is maar in beperkte oplage uitgebracht op DVD.

### Mobile Suit Gundam MS IGLOO 2: Gravity Front
Mobile Suit Gundam MS IGLOO 2: The Gravity Front (機動戦士ガンダム MS IGLOO 2 重力戦線, Kidō Senshi Gandamu MS IGLOO 2 Juuryoku-sensen) werd aangekondigd op 25 maart 2008. De serie bestaat uit drie afleveringen van 30 minuten. Deze serie speelt zich juist af op aarde, en toont de oorlog vanuit het perspectief van de aardse federatie.
De eerste aflevering, "Shoot at that Death!", werd officieel uitgebracht op 24 oktober 2008. De tweede aflevering, "King of the Land, Forward!", verscheen op 23 januari 2009. De laatste aflevering, "Odessa, Iron Storm!", kwam uit op 24 april 2009.

## Muziek
Sora no Tamoto (時空(そら)のたもと, lit. The Origin of Space-Time) door Taja
Titelsong voor The Hidden One Year War (1年戦争秘録).
Yume Wadachi (夢轍〜ユメワダチ〜, lit. Stuck in a Dream) door Taja
Titelsong voor Apocalypse 0079 (黙示録0079).
Mr. Lonely Heart door Haruna Yokota
Titelsong voor Gravity Front Ep 1 Shoot at that Death! (重力戦線第1話：あの死神を撃て!)
Places in the Heart door Shinji Kakijima
Titelsong voor Gravity Front Ep 2 King of the Land, Forward! (重力戦線第2話：陸の王者、前へ!)
No Limit∞ door Taja
Titelsong voor Gravity Front Ep 3 Odessa, Iron Storm! (重力戦線第3話：オデッサ、鉄の嵐!)

## Cast

### The Hidden One Year War&Apocalypse 0079
- Oliver May — Hideo Ishikawa
- Monique Cadillac — Miki Nagasawa
- Martin Prochnow — Shozo Iizuka
- Albert Schacht — Tamio Ohki
- Domenico Marquez — Katsuya Shiga
- Erich Kruger — Hiroshi Matsumoto
- Hideto Washiya — Jun Fukuyama
- Jean Xavier — Mikako Takahashi

- Aleksandro Hemme — Katsuhisa Hoki
- Demeziere Sonnen — Masuo Amada
- Jean Luc Duvall — Takaya Hashi
- Werner Holbein — Kenyuu Horiuchi
- Erwin Cadillac - Sayaka Aida
- Herbert von Kuspen - Ikuya Sawaki
- Gihren Zabi — Banjo Ginga

- Federico Czariano — Joji Nakata

### Gravity Front
- Ben Barberry — Masaki Terasoma
- Papa Sidney Lewis — Nobuyuki Hiyama
- Michael Colmatta — Hiroki Tōchi
- Harman Yandell — Tsutomu Isobe
- Raymond Slug — Katsuyuki Konishi
- Arleen Nazon — Kikuko Inoue
- Clyde Bettany — Koji Yusa
- Milos Karppi — Taiten Kusunoki
- Doroba Kuzwayo — Kentaro Ito

- Death deity — Kikuko Inoue

- Kycilia Zabi — Mami Koyama
- Elmer Snell — Akio Otsuka

## Afleveringen

### The Hidden One Year War (1年戦争秘録)
1. The Serpent has Vanished at Loum (大蛇はルウムに消えた) — U.C. 0079.01.04 - 0079.01.17
2. The Howl that Stained the Setting Sun (遠吠えは落日に染まった) — U.C. 0079.04.29 - 0079.05.11
3. The Rapid Illusion above the Orbit (軌道上に幻影は疾る) — U.C. 0079.10.24 - 0079.11.10

### Apocalypse 0079 (黙示録0079)
1. I Saw the Ocean in Jaburo's Skies (ジャブロー上空に海原を見た) — U.C. 0079.12.03 - 0079.12.07
2. Go Beyond the Peak of the Beams of Light (光芒の峠を越えろ) — U.C. 0079.12.28 - 0079.12.30
3. Spirits Returning to Thunder (雷鳴に魂は還る) — U.C. 0079.12.31 - 0080.01.01

### Gravity Front (重力戦線)
1. Shoot at that Death! (あの死神を撃て!)
2. King of the Land, Forward! (陸の王者、前へ!)
3. Odessa, Iron Storm! (オデッサ、鉄の嵐！)